# Shwegugyi-Tempel

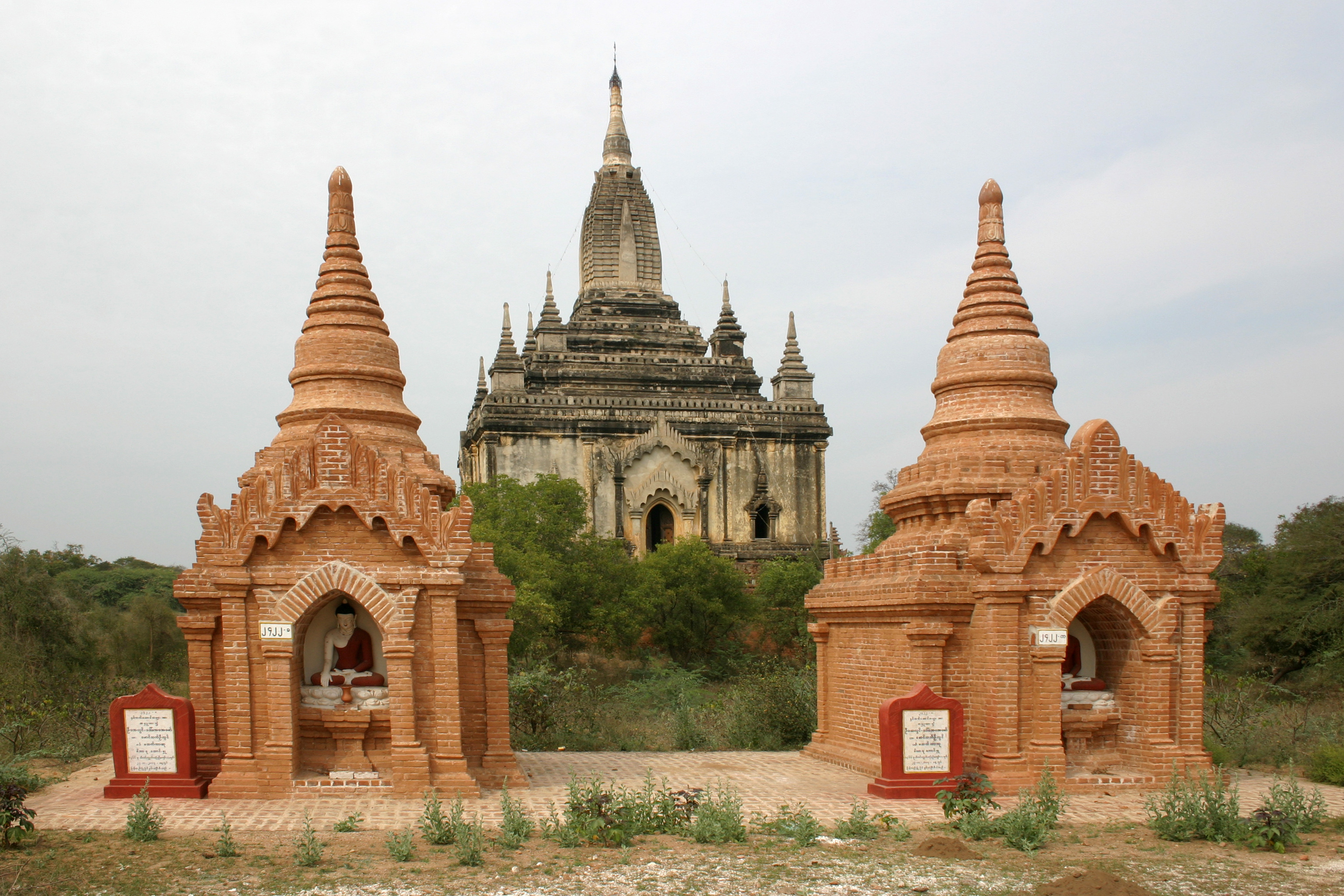
Shwegugyi-Pagode

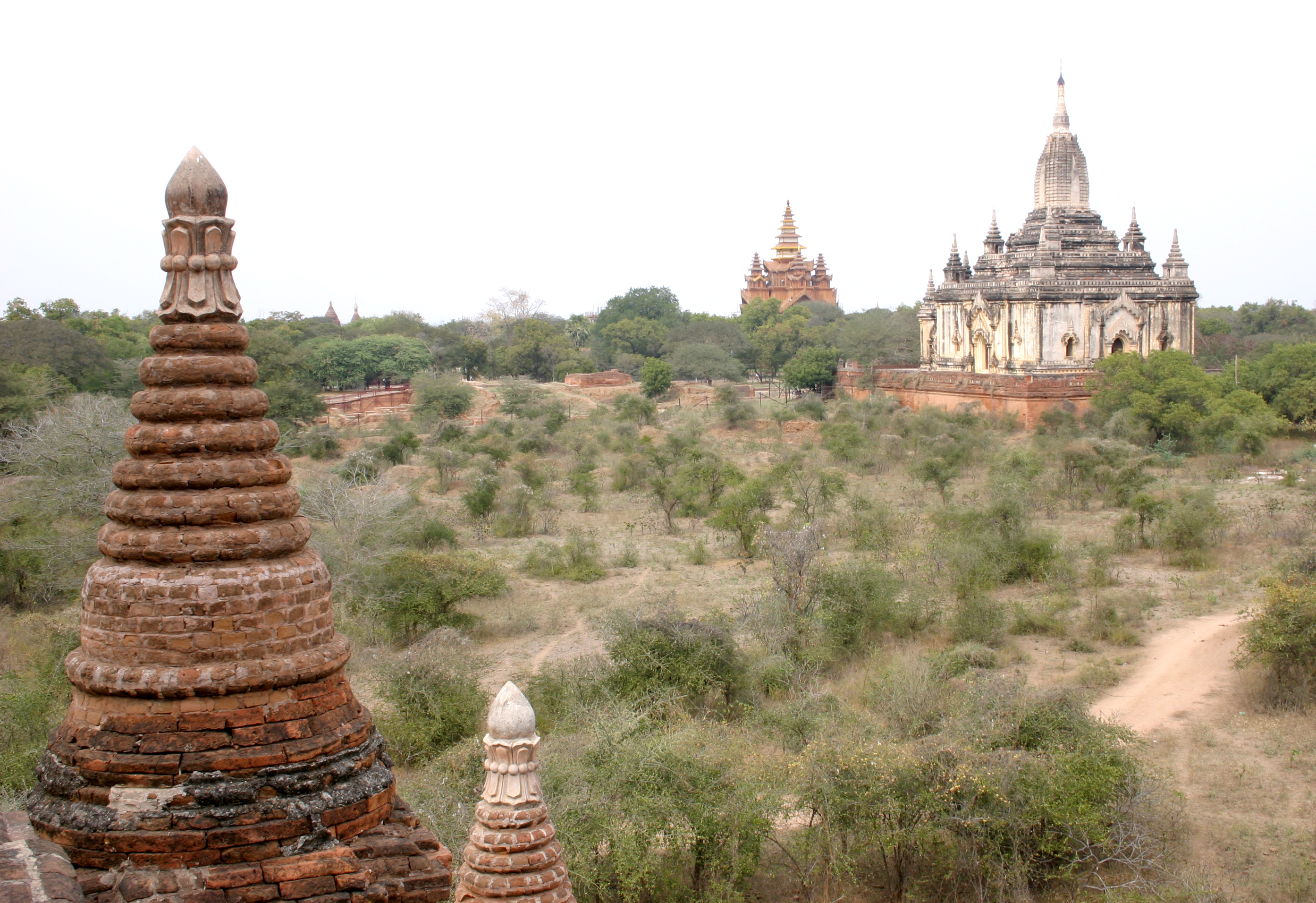
Umgebung

Der Shwegugyi-Tempel (birmanisch ရွှေဂူကြီးဘုရား; sprich: ʃwèɡùdʑí pʰəjá) ist ein buddhistischer Tempel in Bagan, Myanmar.

## Geschichte
Er wurde 1131 unter König Alaungsithu erbaut. Sein Sohn Narathu erstickte hier im Jahr 1167 den Vater mit einer Decke.

## Beschreibung
Der kubische Bau steht auf einer 4 m hohen Terrasse, sein dreistufiges Dach wird von einem schlanken Shikhara gekrönt. Im Norden, in Richtung des Palastes, ist eine Vorhalle angebaut. Der birmanische Stil ist hier bereits weit entwickelt; im Gegensatz zu den Tempeln im Pyu-Stil wirkt der Shwegugyi elegant und leicht und ist wegen größerer Portale und Fenster innen hell und freundlich.